# تابوت دهقانان
تابوت  دهقانان (به لهستانی: Trumna chłopska)   یک نقاشی رنگ روغن از هنرمند لهستانی الکساندر گیرمسکی است که در سال ۱۸۹۵  آفریده شده است.
الکساندر گیریمسکی در آثار خود صحنه‌هایی واقع‌گرایانه از زندگی مردم لهستان در سدهٔ ۱۹ میلادی را خلق کرد که زینت‌ناپذیر، خالی از روایت و در رنگ‌آمیزی بی‌نقص بود. در این اثر، در برابر رنگ‌های پاستلی غبارآلود خانهٔ پشت سر، رنگ‌های روشن لباس دهقانان و تابوت کنارشان به رنگ آبی که برای کودکی ساخته‌شده، در این صحنه تداعی غم و اندوه به وضوح خودنمایی می‌کند.
این اثر اکنون در مالکیت موزه ملی ورشو قرار دارد.